# 金擎天

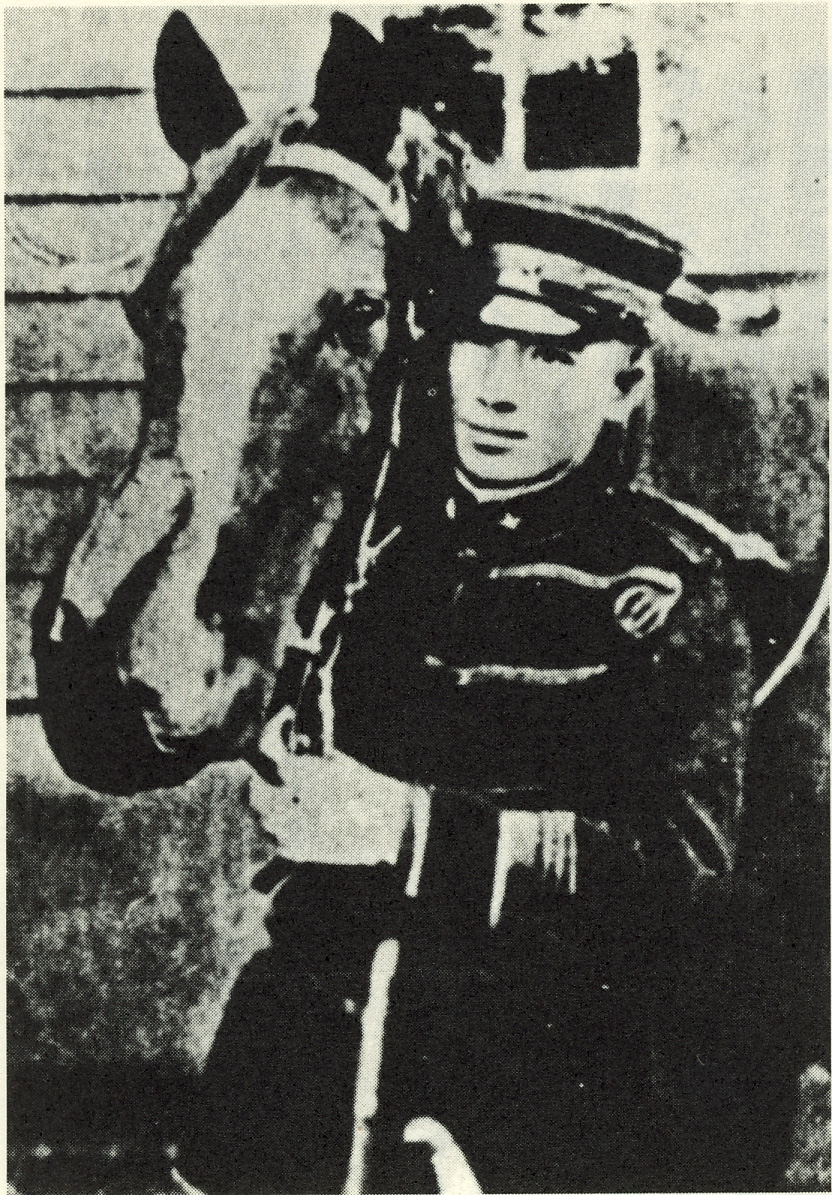
金擎天

金擎天（：／ Kim Kyeong Cheon；1888年6月5日—1942年1月2日）苏联籍朝鲜人，朝鮮的独立運動家。本名金應天（김응천）、金顯忠（김현충）、金光瑞（김광서）。日本陸軍士官学校毕业，大日本帝国陸軍騎兵中尉军衔，任職時参加独立運動。大正年間主要在西伯利亚活动。后加入苏联国籍，斯大林大清洗时死在监狱里。日本陸軍士官学校入学時名金顕忠，在学中、日韓併合之際改名金光瑞。1912年在京畿道的戸籍名为光瑞。独立运动时期，化名为金擎天，此后擎天金将軍（경천 김장군）成为著名的假名。
流传的金日成将軍传说的模型之一。

## 生平
1888年6月5日咸鏡南道北青郡新昌邑昇坪里出生，父金鼎禹、母尹玉蓮，為五男一女中的幼子。本貫金海金氏，世代武官家族。
金擎天的本籍在漢城，少年期在漢城京城学堂受教育。1909年日本留学一週間前与柳桂俊之女柳貞（유정、戶籍名、1892年-1971年）結婚。
1909年留学東京，为陸軍士官学校第23期生。1911年5月从士官学校毕业，在陸軍騎兵学校任骑兵少尉。1919年以2.8独立宣言为契机，决心逃离日本回国。当年6月与池青天一起逃亡满洲，参加大韩独立青年团（总裁安秉灿），在新兴武官学校担任教官的工作，金擎天与陸士後輩池青天、大韓帝国軍官学校出身的申東天号称教官中的「南滿三天」。

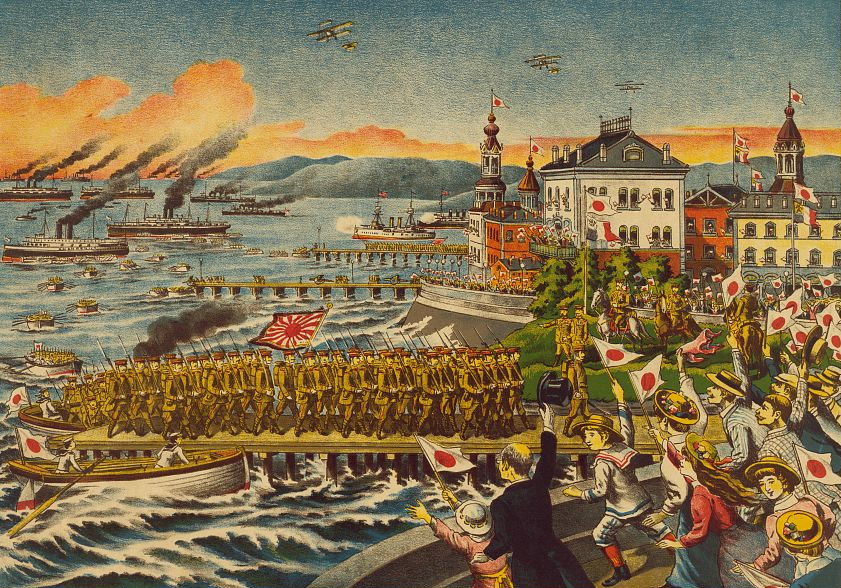
“出兵西伯利亚”，描写日本军登陆海参崴。『救露討獨遠征軍画報』

1917年俄国爆发革命，日本出兵西伯利亚。在上海临时政府的国务总理李东辉与列宁的民族团结论产生了共鸣。列宁资金援助在满洲、西伯利亚的朝鲜人抗日集团，1919年年末，金擎天前往海参崴招集义勇军，组建抗日游击队，与日本支持的韓昌傑部隊、中国人馬賊部隊（古山组）交战，他骑着白马在满洲和西伯利亚纵横的传奇抗日英雄形象，被人称为金将军。1922年高丽革命军成立（司令官金奎植），金擎天任东区指挥官。俄国内战中他的部队军纪严明，给红军指挥官留下深刻印象。
1923年上海临时政府改编，国民代表举行会议时，金擎天被内定为军事事务委员。1923年以后在符拉迪沃斯托克远东地区的高丽大学师范大学讲课。

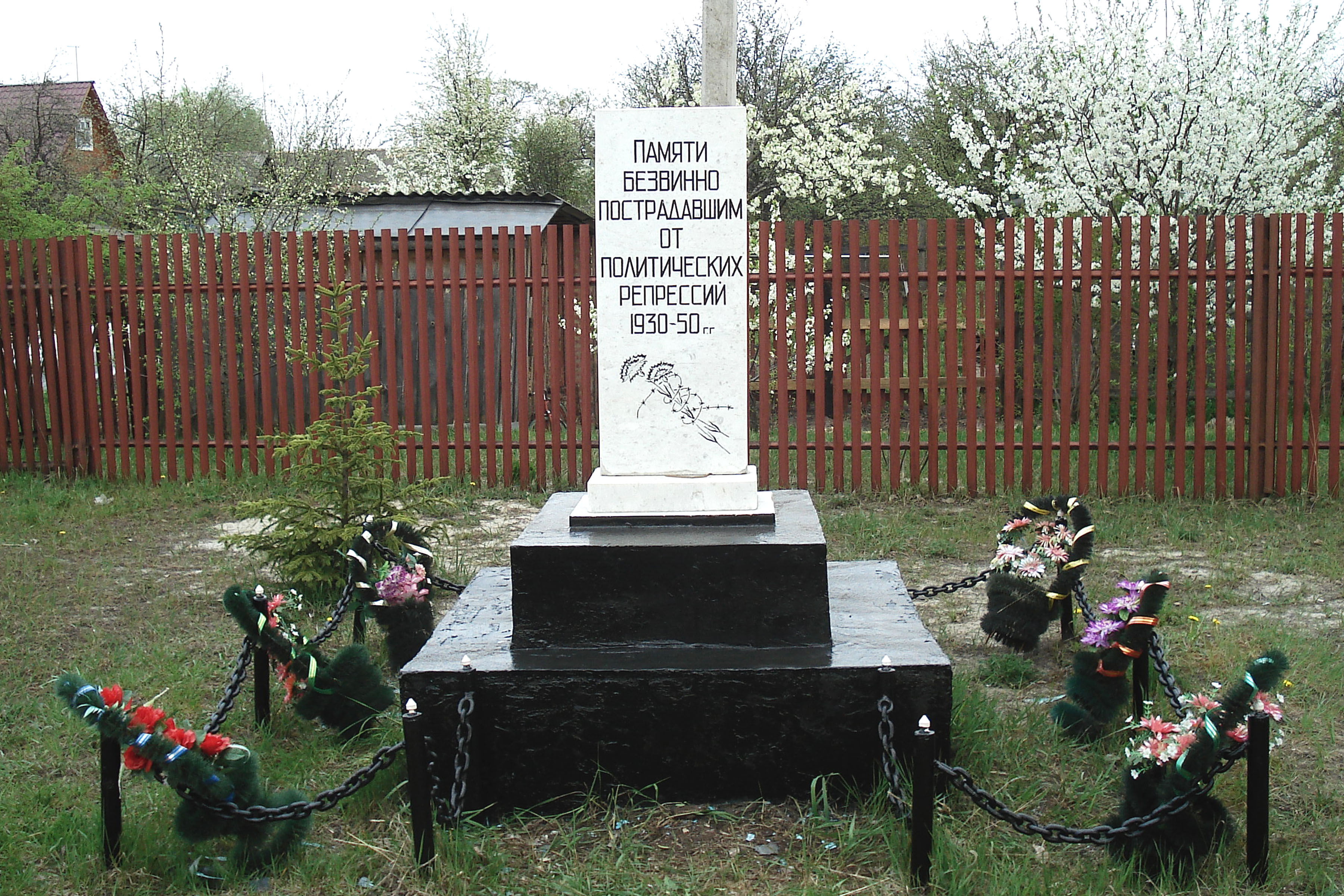
1930年-1950年大清洗犧牲者紀念碑

1937年金擎天对斯大林政权强制将沿海州居住的20万高麗人集体流配政策提出了抗议，以间谍罪被逮捕，擎天的妻子和女儿也被送到哈萨克斯坦的卡拉干达。1939年被释放后再次被捕入狱，被判8年牢狱，服刑中因心脏疾病死亡。但是准确的死亡时间、地点、死亡原因至今仍然不明。1998年南韓追授建国勋章总统章。
1974年李命英出版的《金日成は四人いた》表示当初流传的“金日成将军”被人说是陆士出身，而金擎天符合这一特征。

## 延伸阅读
- 李命英『金日成は四人いた』成甲書房、2000年。ISBN 4-88086-108-1
- 東アジア問題研究会『アルバム・謎の金日成』成甲書房、昭和52年。
- 山本七平『洪思翊中将の処刑』筑摩書房、昭和61年。ISBN 4-16-340210-1
- 林穏『北朝鮮王朝成立秘史ー金日成正伝ー』自由社、昭和57年。
- 佐々木春隆『朝鮮戦争前史としての韓国独立運動の研究』国書刊行会、昭和60年。
- 姜徳相『呂運亨評伝2　上海臨時政府』新幹社、2005年。ISBN 4-88400-033-1
- 半谷史郎・岡奈津子『中央アジアの朝鮮人ー父祖の地を遠く離れてー』（ユーラシア・ブックレットNo.93）東洋書店、2006年。ISBN 4-88595-633-1
- 萩原遼『朝鮮戦争―金日成とマッカーサーの陰謀』文藝春秋、　1993年。ISBN 4-16-348310-1
- 原暉之『シベリア出兵　革命と干渉1917-1922』筑摩書房、1989年。ISBN 4-480-85486-X